# Sonny Boy Williamson II
Aleck "Rice" Miller (Condado de Tallahatchie, 5 de dezembro de 1912 - Helena, 25 de maio de 1965) foi um gaitista, cantor e compositor estadunidense. Ele também era conhecido como Sonny Boy Williamson II, Willie Williamson, Willie Miller, Little Boy Blue, The Goat e Footsie.

## Nascimento
Os detalhes são controversos, Alex “Rice” Miller nasceu provavelmente na plantação Sara-Jones (ou Selwyn-Jones), próxima ao vilarejo de Glendora, no estado do Mississipi, em 5 de dezembro de 1912. Teria sido criado na plantação de Pleasantview nos redores de Money, comunidade do delta do Mississipi e morrido durante o sono em Helena, Arkansas, em 25 de maio de 1965.